# سب7
Sub7، أو SubSeven أو Sub7Server، هو اسم لبرنامج مغمور الشعبية.وغالبا ما يستعمل من أجل التسبب في الأذى، مثل الاختباء في مؤشر الكمبيوتر، وتغيير إعدادات النظام أو تحميلها فوق مواقع إباحية. ومع ذلك، فإنه يمكن أن يستخدم أيضا لمزيد من التطبيقات الجنائية الخطيرة، مثل سرقة كلمة السر وتفاصيل بطاقة الائتمان.و اسمها مشتق من هجاء NetBus إلى الوراء ("suBteN") بمبادلة «عشرة» بعبارة «سبعة».
كان مصمما أصلا من قبل شخص بمؤشر 'mobman'، الذي لا يعرف مكانه حاليا.ولم يحدث أي تطورات منذ عدة سنوات وهذا الموقع تم تحديثه مؤخرا بالإعلان عن نسخة جديدة قريبا من mobman.ومنذ ذلك الحين Sub7 ظلت كامنة لمدة أكثر من 6 سنوات حتى عودتها في تموز / يوليو 2009، بمناسبة مرور 10 أعوام بعد تأسيسها الأصلي في عام 1999.و في يوليو 2009 على موقع mobman www.subseven.org والذي يبدو أن هذا هو الموقع الرسمي، وأن SubSeven قد دخلت مرحلة دورة حياة أخرى ومزيد من التطوير في أشغال هذا المشروع كما أعلن الموقع أن 2.3 يمكن أن يكون الإصدار التالي، ولكن لم يعط تاريخ الإعلان عنه.ونظام المحادثة الفورية أيضا اعطى irc.subseven.org والتي يبدو أنها تمتلك بعض كبار السن من أعضاء طاقم sub7 والذي يرجع لعام 1999.
و بين قدراتSub7 الكاملة هي الوقت الحقيقي وضغط مفتاح تسجيل.وهذه القدرة الأخيرة تجعل من الممكن لSub7 أن يستخدم لسرقة كلمات المرور ومعلومات بطاقة الائتمان.كما أنه يثبت نفسه في ملف WIN.INI وتشغيل «المفتاح» لسجل الويندوز، بالإضافة إلى إضافة runner) "" لشركة شل ويندوز.ولقد قال خبير أمن الكمبيوتر ستيف جيبسون ذات مرة انه مع هذه الميزات لSub7 يسمح للهاكر إلى اتخاذ «السيطرة الكاملة تقريبا» على جهاز الكمبيوتر.وSub7 منتشر جدا، وقال: ان أي شخص مع الsub7 وهو على أجهزة الكمبيوتر الخاصة به «قد يكون القراصنة يقفوا في الجانب الصحيح لهم» وهم يستخدموا أجهزة الكمبيوتر الخاصة بهم.
و قد توقف Sub7 بواسطة برامج مكافحة الفيروسات وجدار الحماية المنتشر مع نظام التشغيل لتوفير هذه الميزات وقد يصبح أقل من مشكلة أمن الكمبيوتر ومع ذلك، فاذا كان مضغوط يكون قابل للتنفيذ، مثل التي يجري وضعها داخل أرشيف مضغوط وعندها قد تكون بعض برامج مكافحة الفيروسات القديمة غير قادرة على الكشف عن ذلك كما أن أحدث تطبيقات مكافحة الفيروسات قد دعمت للبحث داخل المحفوظات، وهذه المشكلة حتى الآن أقل أهمية من ذي قبل
ومع ذلك لا يزال برنامج sub7 نشط جدا وملقمات كان لا يمكن اكتشافها افصح عنها مرة تلو الأخرى ولكن في الغالب للأشخاص
الذين ابتعدوا عن الأضواء ولا تسمح بالنزول على الملأ
في حين أن معظم برامج مكافحة الفيروسات سيدّعوا أن المستخدم امن والحقيقة هي أنه يمكن أن يصاب بالعدوى بواسطة البارعين.
طرق ملف السيرفر يمكن أن يختبئ كنورتون 360 التي اكتشفت في مايو 2008.
مثل غيره من برامج الباب الخلفي، Sub7 يتم توزيعه مع السيرفر والعميل.فالسيرفر هو البرنامج الذي يجب أن يغرى ضحاياه للتشغيل من أجل نقل العدوى إلى آلاتهم، والعميل هو برنامج بواجهة مستخدم رسمية يشغلها المستخدم على الجهاز الخاص للسيطرة على السيرفر.يسمح Sub7 للمفرقعات لوضع كلمة سر على السيرفر، وحتى من الناحية النظرية بمجرد أن الآلة التي تملكها (تصاب)، فلا مفرقعات أخرى يمكنها السيطرة عليها.
وبالرغم من أن الاصدارات السابقة أعلنت عن توافرها من خلال الانضمام إلى المركز السري لخدمة الدردشة حيث ترسل كل التفاصيل اللازمة لاستخدامها. كما أنها نشرت نفس التفاصيل في مجموعة أخبار.
فsub7 لها ميزات أكثر من نت باس حيث (كاميرا التقاط متعددة، ميناء توجيه وسهولة استعمال محرر التسجيل، دردشة وغيره)، ولكنه دائما يحاول تثبيت نفسه في النوافذ والدليل أنه ليس لديه نشاط. و Sub7 هو أيضا أقل استقرارا من Netbus.
ومع ذلك الإصدارات القديمة من سيرفر Sub7 أيضا يكون لها كلمة السر الرئيسية، والسماح لمن يعرف كلمة السر الرئيسية للسيطرة على الجهاز. في بعض الإصدارات القديمة كانت كلمة السر الرئيسية 14438136782715101980 ولكن هذه الميزة "" الغت في وقت لاحق.
و بعض الإصدارات للعميل تحتوي على محرك الأقراص الصلبة القاتل الذي يهدف إلى تدمير القرص الصلب للاعداء من المؤلفين. فيجب فحص الكود لمعرفة ما إذا كان الكمبيوتر لديه icq وخاصة إذا كان حساب المستخدم يطابق عدد محدد (7889118، وهو رقم icq لسين هاملتون، وهو منافس كاتب حصان طروادة)، وإذا كان الأمر كذلك وهناك قنابل في محرك الأقراص. إذا يحكى أن الهدف المقصود دمر مسعاه.

## وصلات خارجية
- http://www.sub7.com